# Kindrovo
Kindrovo falu Horvátországban, Bród-Szávamente megyében. Közigazgatásilag Podcrkavljéhoz tartozik.

## Fekvése
Bródtól légvonalban 9, közúton 12 km-re, községközpontjától 3 km-re északkeletre, Szlavónia középső részén, a Dilj-hegység lejtőin, a Kulin és Revidol-patakok völgye közötti dombháton fekszik.

## Története
A település területe egykor sűrűn lakott volt, melyet az jelez, hogy rendkívül gazdag a régészeti lelőhelyekben. Az „Ognjišta”, „Budinac”, „Lučina” és „Gračica” lelőhelyeken történelem előtti települések maradványai kerültek elő, míg középkori települések maradványai találhatók a „Delekovka”, „Gradac”, „Kula” és „Lučine-kulin potok” régészeti lelőhelyeken.
A mai település a török uralom idején keletkezett, amikor pravoszláv vlachok az itteni erdős dombháton a fák kiirtása után felépítették házaikat. A török kiűzése során ők eltávoztak, helyükre pedig a 17. század végén Boszniából katolikus horvátok települtek.
 A térség 1691-ben szabadult fel végleg a török uralom alól. Az 1698-as kamarai összeírás Crnipotok és Tomica szomszédjaként említi, ekkor azonban még puszta volt.
Az egyházi vizitáció feljegyzése szerint 1730-ban 8, 1746-ban 16 ház volt a településen, ahol egy szerény, Szent József tiszteletére szentelt fakápolna állt. 1760-ban az egyházi vizitáció 13 házzal, 26 családdal és 164 katolikus lakossal említi.
 Az 1780-as katonai leírás szerint a kápolnánál ágazik el a Trsje nevű dombra vezető út, mely tovább a szőlőhegyekre vezet. Itt egy 400 lépés széles és 8-10 láb mélységű mélyedés található, ahol régi építmény, valószínűleg egykori erődítmény nyomai tűnnek fel, melyet Kulának neveznek.
Az első katonai felmérés térképén „Kindrovo” néven található. Lipszky János 1808-ban Budán kiadott repertóriumában „Kindrovo” néven szerepel. Nagy Lajos 1829-ben kiadott művében „Kindrovo” néven 27 házzal, 147 katolikus vallású lakossal találjuk. A katonai közigazgatás megszüntetése után 1871-ben Pozsega vármegyéhez csatolták.
A településnek 1857-ben 120, 1910-ben 198 lakosa volt. Pozsega vármegye Bródi járásának része volt. Az 1910-es népszámlálás adatai szerint lakossága horvát anyanyelvű volt. Az első világháború után 1918-ban az új szerb-horvát-szlovén állam, majd később (1929-ben) Jugoszlávia része lett. 1991-től a független Horvátországhoz tartozik. 1991-ben egy kivételével teljes lakossága horvát nemzetiségű volt. 2011-ben a településnek 87 lakosa volt.

## Lakossága
| Lakosság változása | Lakosság változása | Lakosság változása | Lakosság változása | Lakosság változása | Lakosság változása | Lakosság változása | Lakosság változása | Lakosság változása | Lakosság változása | Lakosság változása | Lakosság változása | Lakosság változása | Lakosság változása | Lakosság változása | Lakosság változása |
| ------------------ | ------------------ | ------------------ | ------------------ | ------------------ | ------------------ | ------------------ | ------------------ | ------------------ | ------------------ | ------------------ | ------------------ | ------------------ | ------------------ | ------------------ | ------------------ |
| 1857               | 1869               | 1880               | 1890               | 1900               | 1910               | 1921               | 1931               | 1948               | 1953               | 1961               | 1971               | 1981               | 1991               | 2001               | 2011               |
| 120                | 129                | 115                | 162                | 187                | 198                | 193                | 214                | 182                | 187                | 177                | 138                | 110                | 106                | 92                 | 87                 |

## Nevezetességei
Szent József tiszteletére szentelt római katolikus kápolnája 1862-ben épült a régi kápolna helyén.